# Vaixell fantasma

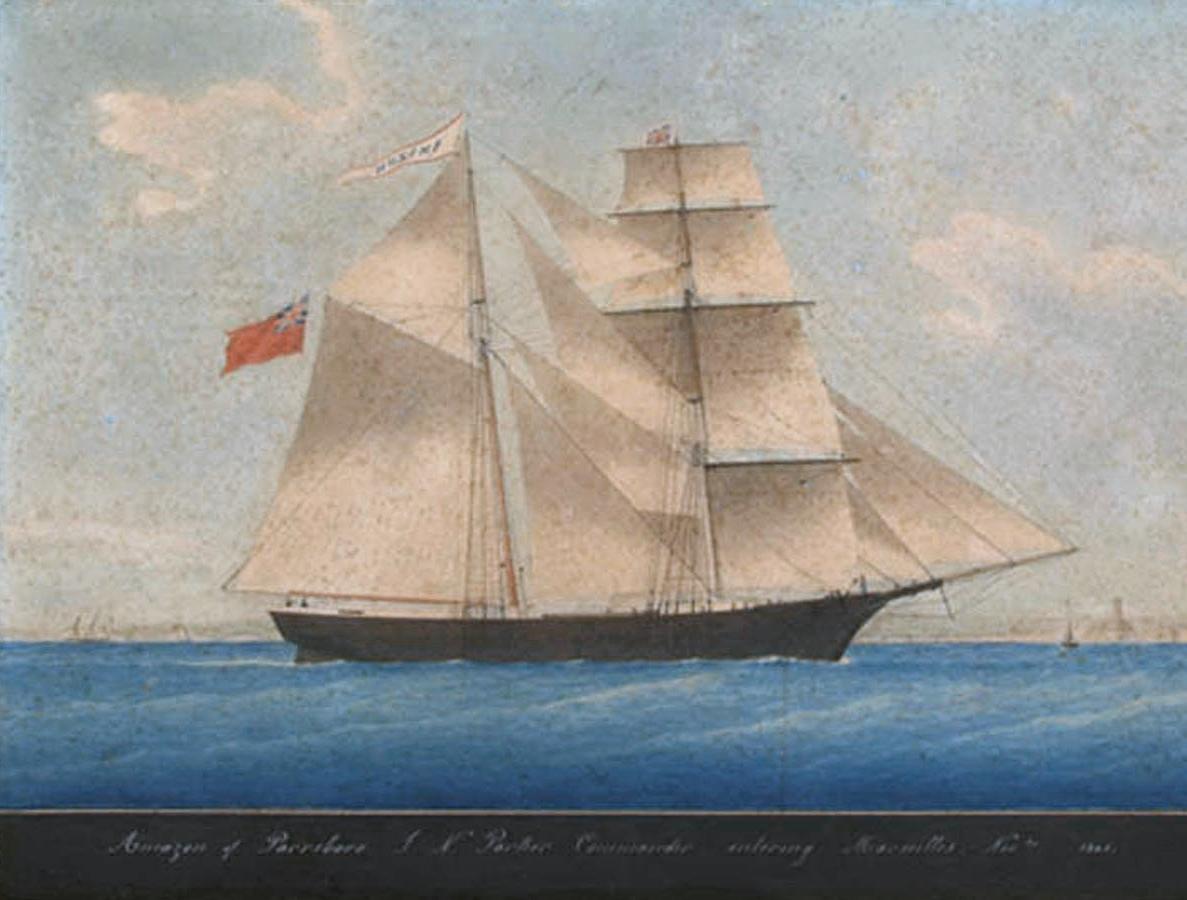
El bergantí-goleta Amazon entrant a Marsella el novembre de 1861. Més tard seria rebatejat com a Mary Celeste, nom amb el qual es faria famós com a vaixell fantasma.

Un vaixell fantasma és un vaixell que es troba navegant sense cap tripulació. Durant el segle xix, l'abandonament d'una nau al mar no era fet estrany, per exemple, a la regió de l'Atlàntic se'n trobaven una dotzena cada any. Els motius podien ser diversos: abandonament prematur del vaixell per amenaça d'una forta tempesta que l'enfonsés, el resultat d'un acte violent de motí o pirateria, i fins i tot, de segrest, etc. El cas més conegut és el del Mary Celeste, un vaixell mercant estatunidenc trobat a l'Atlàntic Nord sense cap tripulació el desembre de 1872. Avui dia, se'n desconeix el destí de la seva tripulació i les raons del seu abandonament.

## Tradicions i folklore
Segons Joan Amades, un vaixell fantasma és un veler de casc negre i veles negres. Sempre es pot veure a l'horitzó i està molt lluny de terra. Porta el distintiu d'una senyera negra amb una calavera pintada al mig i també en porta una de pintada a popa. De nit, es pot veure enllumenat per una sinistre claror. Trobar-se amb aquesta nau és sinònim de naufragi i mort abans de vuit dies.
Per altra banda, la tradició explica diversos orígens d'aquesta llegenda:
- Una tradició indica que el dia de Nadal un vaixell atracà a la costa de Vilassar i un mariner molt devot expressà el seu desig d'assistir a la missa del gall. Malauradament, el patró de la nau feia befa de les creences religioses de la seva tripulació, i juntament amb alguns mariners van acompanyar-lo a la cerimònia per burlar-se'n. Acabada la missa, tots tornaren a bord excepte el mariner que rebutjà continuar treballant amb ells. Un cop foren a bord, el vaixell començà a navegar i mai més s'ha aturat. Els tripulants envelliren, perderen les carns i esdevingueren esquelets, treballant frenèticament dia i nit.
- Una altra tradició explica que el vaixell fantasma pertany al pirata Barba-roja, que afirmava que acabaria la seva activitat quan hagués comès mil assassinats. Quan només li mancava un, va creure que havia de donar al seu darrer crim un caràcter solemne, i per això, decidí matar un sacerdot mentre feia l'ofici. Un diumenge al matí, baixà amb la seva tripulació a un poble costaner i matà al sacerdot, prengué el sagrari i el tirà al mar. Per aquest motiu, la nau està condemnada a navegar cada dia amb més rapidesa i fúria.
- En altres tradicions, el vaixell és anomenat barca de sant Pere perquè era la nau que feia servir Sant Pere abans d'abandonar la pesca i seguir a Jesús de Natzaret. Els seus antics companys d'ofici s'apoderaren del vaixell i es van dedicar a perseguir-lo. Es diu que està tripulat per l'Anticrist i que moltes vegades la nau es presenta rodejada de grans flames.

Segons altres tradicions, el vaixell és condemnat a vagar pels oceans i que està comandat per una tripulació d'esquelets i fantasmes, com L'holandès errant. El terme també pot emprar-se per referir-se a l'aparició espectral d'un vaixell naufragat o desaparegut en circumstàncies particularment tràgiques.
Per extensió, per fer referència a aquestes llegendes també es dona el nom de vaixells fantasma a les restes trobades al mar amb la seva tripulació morts o desapareguts. Un dels darrers vaixells fantasmes localitzats ha estat el Ryon-Un Maru, afectat per tsunami del Japó del 2011 i que va arribar a la deriva fins a la costa d'Alaska.